# Noditermes
Noditermes es un género de termitas  perteneciente a la familia Termitidae que tiene las siguientes especies:
1. Noditermes aburiensis
2. Noditermes angolensis
3. Noditermes cristifrons
4. Noditermes curvatus
5. Noditermes festivus
6. Noditermes indoensis
7. Noditermes lananianus
8. Noditermes sinuosus
9. Noditermes wasambaricus